# Pietro Fara
Pietro Fara (Pozzomaggiore, 1923 – 1974) è stato un chitarrista italiano, originario di Pozzomaggiore (Sardegna) è stato un esponente chitarrista del canto sardo, della seconda generazione.
Con Giuseppe Chelo e Tonino Canu costituirono il Terzetto Sardo e realizzarono diverse incisioni discografiche.